# Tim Ingold
Tim Ingold (ur. 1948) – profesor antropologii społecznej, dyrektor Instytutu Antropologii na Uniwersytecie Aberdeen. Jest członkiem British Academy i Royal Society of Edinburgh.

## Badania i obszary zainteresowań
Prowadził badania m.in. wśród Lapończyków (Saami) i Finów w Laponii, a także na Syberii i w Północnej Europie. Napisał wiele prac dotyczących środowiska, technologii i organizacji społecznej w obszarze koła podbiegunowego. Ważne miejsce w jego tekstach zajmuje również kwestia postrzegania środowiska naturalnego, rola zwierząt w społeczeństwie i ekologia.
Ingold zajmuje się także tematyką relacji zachodzących pomiędzy ruchem, wiedzą i opisem w życiu społecznym i doświadczeniu człowieka, jak również badaniami dotyczącymi powiązań między antropologią, archeologią, sztuką i architekturą w kontekście zgłębiania relacji między człowiekiem a zamieszkiwanym przez niego środowiskiem.

## Ważniejsze publikacje
1. Being Alive: Essays on Movement, Knowledge and Description (2011). London: Routledge.
2. Lines: a brief history (2007). London: Routledge.
3. The perception of the environment: essays on livelihood, dwelling and skill (2000). London: Routledge.
4. Key Debates In Anthropology (1996). London: Routledge.
5. Evolution and social life (1986). Cambridge: Cambridge University Press.
6. The appropriation of nature: essays on human ecology and social relations (1986). Manchester: Manchester University Press.
7. Hunters, pastoralists and ranchers: reindeer economies and their transformations (1980). Cambridge: Cambridge University Press.
8. The Skolt Lapps today (1976). Cambridge: Cambridge University Press.